# Thiaucourt-Regniéville
Thiaucourt-Regniéville ist eine französische Gemeinde mit 1120 Einwohnern (Stand 1. Januar 2022) im Département Meurthe-et-Moselle in der Region Grand Est (bis 2015 Lothringen). Sie gehört zum Kanton Le Nord-Toulois im Arrondissement Toul.

## Geografie
Thiaucourt-Regniéville liegt im Tal des linksseitigen Moselzuflusses Rupt de Mad, etwa 30 Kilometer südwestlich von Metz, auf halbem Wege zwischen Metz und Commercy. Die TGV-Linie von Lothringen nach Paris überquert das Flusstal zwischen Thiaucourt und dem benachbarten Jaulny auf der höchsten Brücke der Strecke. Wenige Kilometer westlich liegt der Lac de Madine. Die Gemeinde liegt im Regionalen Naturpark Lothringen. Das Gemeindegebiet besteht aus den zwei voneinander getrennten Teilen Thiaucourt und Regniéville. Zwischen ihnen liegt das Gemeindegebiet von Viéville-en-Haye.

## Geschichte
Thiaucourt wurde zur Zeit der Merowinger von einem Franken namens Theobald gegründet. Der Name „Theobaldi-curtis“ (Theobalds Hof) wandelte sich im Lauf der Zeit zu Thiaucourt.
761 gehörte der Ort dem Kloster von Gorze. Nach etlichen Besitzerwechseln gehörte er 1279 dem Grafen von Bar. Thiaucourt erlangte Wohlstand durch die Nutzung der dichten Woëvre-Wälder (bekannt seit 1285) und den Anbau von Wein (1178 erstmals erwähnt).
1393 erhob Herzog Robert de Bar seinen Vasallen Vivien de Thiaucourt in den Adelsstand. 1580 transferierte das Herzogtum die regionale Gerichtsbarkeit von Lachaussée nach Thiaucourt. Später übernahm Thiaucourt auch andere Vorrechte von Lachaussée: 1661 den Sitz des Prévôt (Vogt), 1751 den Sitz der Bailliage (Bellistum).
Ort und Burg wurden mehrfach verwüstet. Die Bevölkerung wurde durch die Pest (1348) und den Dreißigjährigen Krieg (1618–1648) stark dezimiert. Auch im Ersten Weltkrieg litt Thiaucourt unter der Nähe schrecklicher Gemetzel, etwa der Schlacht um Verdun. Mit 35.000 Gräbern von Soldaten verschiedener Nationalitäten ist Thiaucourt einer der größten Militärfriedhöfe Frankreichs.
Die heutige Gemarkung Regniéville erinnert an das im Ersten Weltkrieg völlig zerstörte gleichnamige Dorf. Thiaucourt änderte am 27. März 1961 seinen Namen in Thiaucourt-Regniéville.

### Bevölkerungsentwicklung
| Jahr      | 1962 | 1968 | 1975 | 1982 | 1990 | 1999 | 2007 | 2019 |
| Einwohner | 1054 | 1093 | 1078 | 1106 | 1054 | 1039 | 1183 | 1110 |

## Sehenswertes
- Kirche Saint-Remy
- Amerikanischer Militärfriedhof des Ersten Weltkriegs
- Deutscher Militärfriedhof von 1870 und 1914–1918

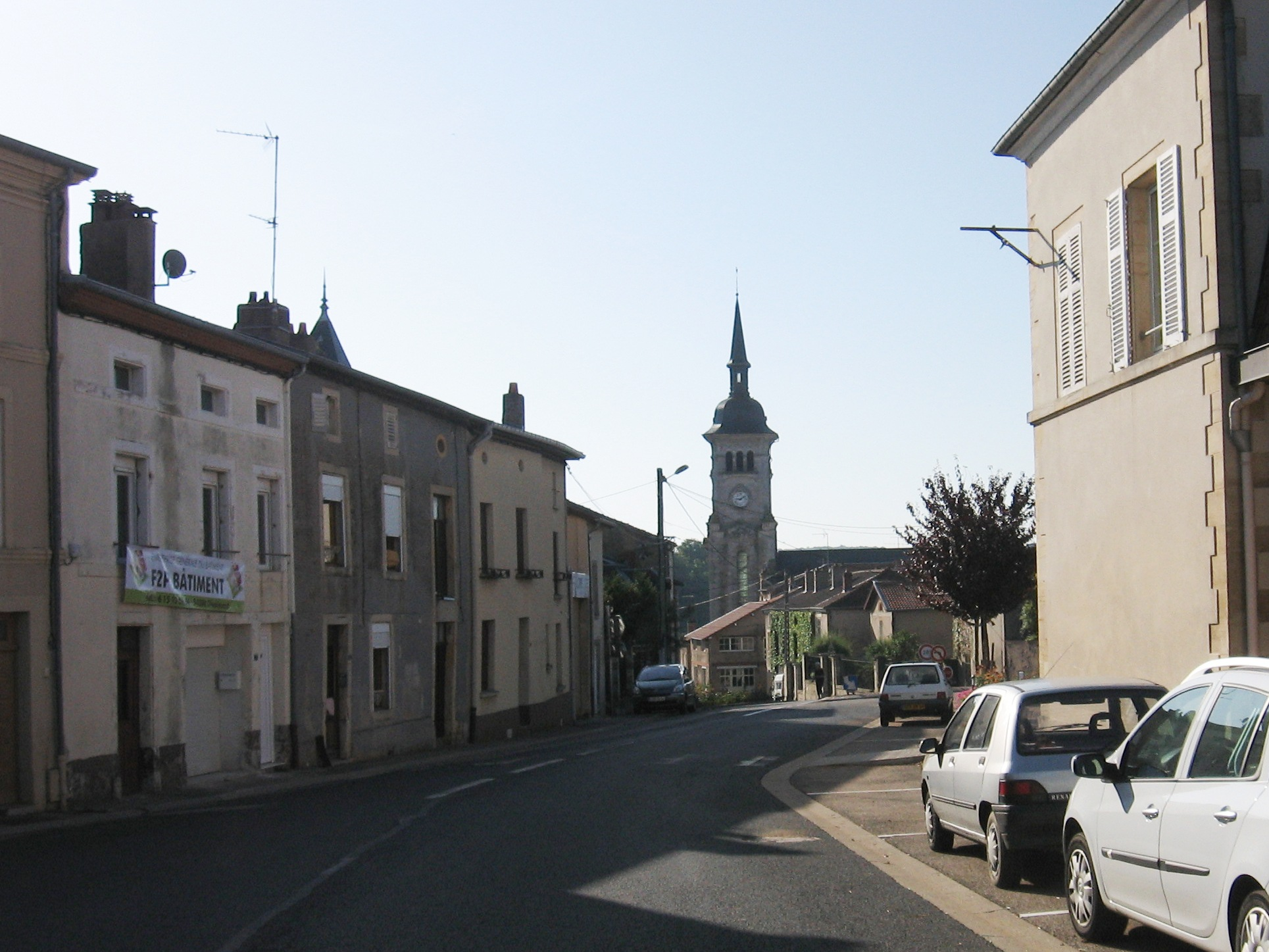
Kirche Saint-Remy
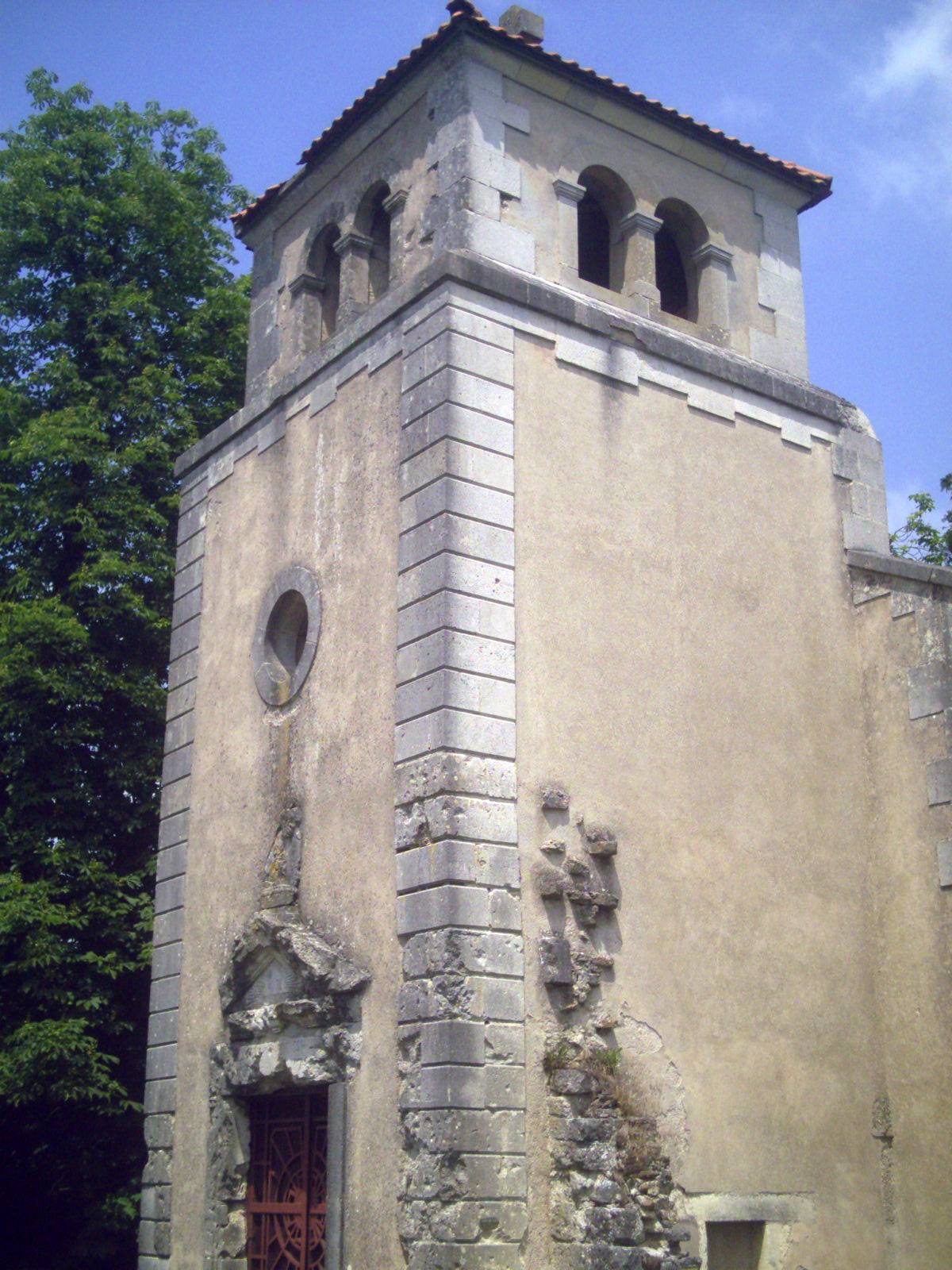
Kapelle im untergegangenen Dorf Regniéville
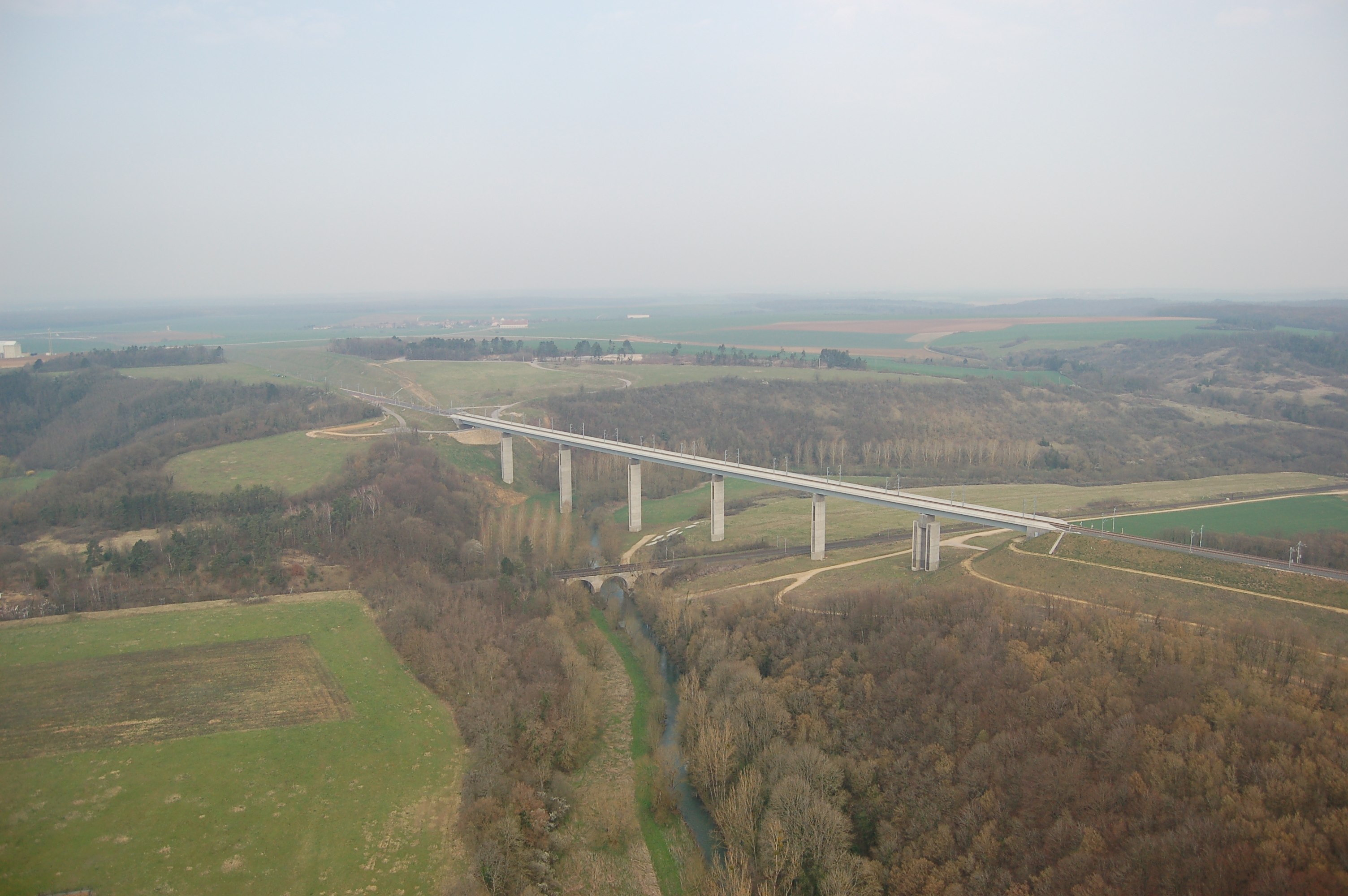
TGV-Viadukt über den Rupt de Mad
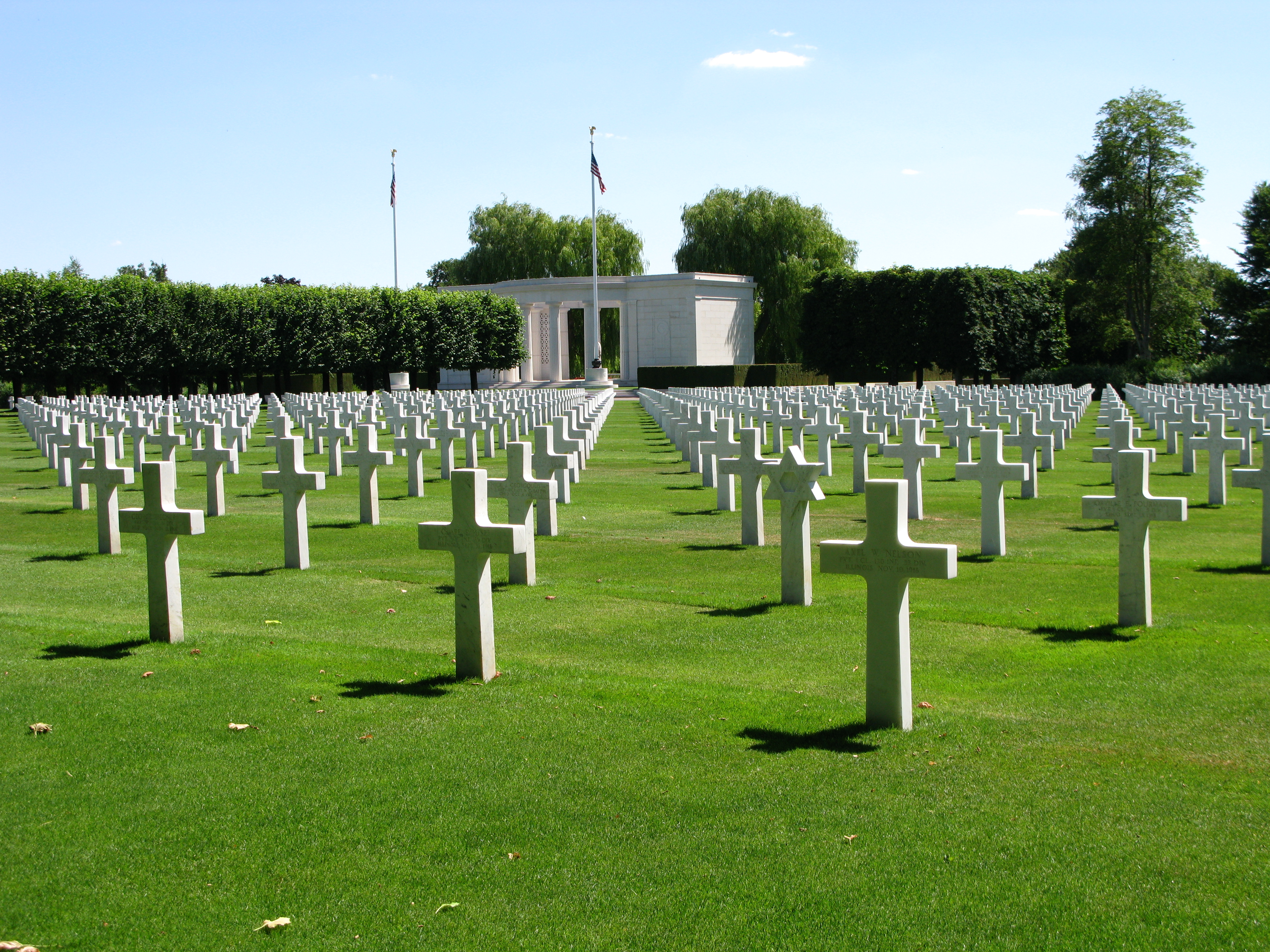
Amerikanischer Militärfriedhof

## Persönlichkeiten
- Henry Poulet (1874–1941), Politiker (u. a. Kabinettschef des Präsidenten der Republik), Autor, geboren in Thiaucourt